# 耶律泰哥
耶律泰哥（?—?），为契丹（遼朝）皇族，辽圣宗耶律隆绪的第十二女。
耶律泰哥母亲白氏，同胞姊妹有耶律十哥、耶律擘失、耶律八哥。耶律泰哥嫁萧忽烈。同昌公主耶律八哥下嫁刘三嘏；三河公主耶律十哥下嫁奚王萧高九；仁寿公主耶律擘失下嫁刘四端。

## 传記資料
- 《遼史》公主表